# 얀 스메이컨스

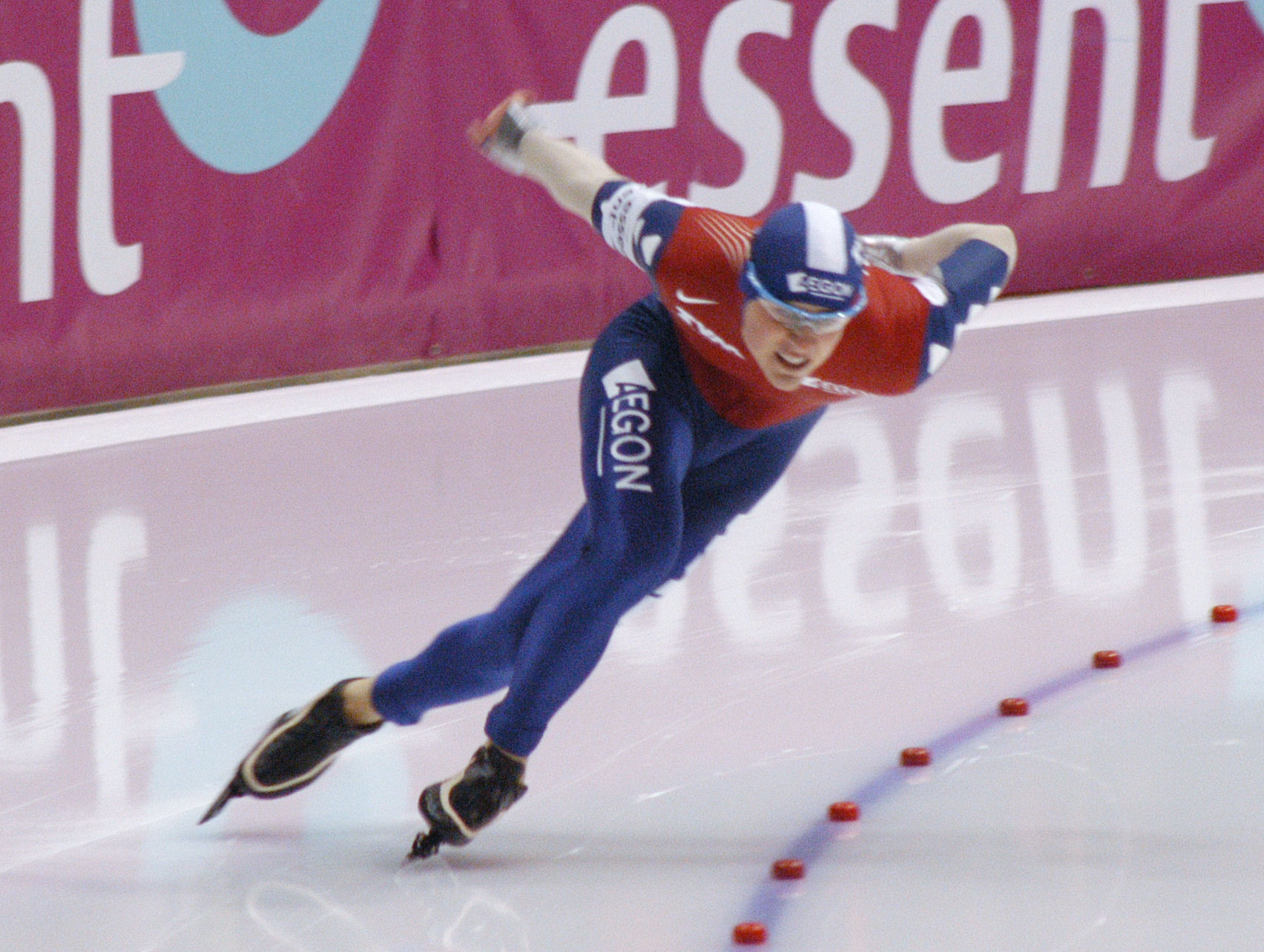

얀 스메이컨스(네덜란드어: Jan Smeekens, 1987년 2월 11일~)는 네덜란드의 남자 스피드 스케이팅 선수이다.
네덜란드에서 단거리 전문 선수로 유명하다. 2012년~2013년 월드컵 500m에서 종합 우승했다. 2014년 동계 올림픽 500m에서 은메달을 땄다.